# Lavelle Felton
Lavelle R Felton, apodado "Velle" o "Romie", (5 de octubre de 1979 – 13 de agosto de 2009) fue un jugador profesional de baloncesto estadounidense. En 2009, fue asesinado por un tiroteo sin resolver.

## Biografía
Nicknamed estudió en el Madison High School de Milwaukee y posteriormente militó en el equipo universitario de los Bulldogs de la Universidad Tecnológica de Luisiana con una promedio de 13.7 puntos y 5.1 rebotes por partido en la temporada 2002–03.
Comenzó su carrera profesional en la Liga turca con el Büyük Kolej donde jugó dos temporadas antes de marchar a defender equipos de Grecia, Francia para acabar en Alemania defendiendo la camiseta de los Paderborn Baskets. Con in promedio de 10.5 puntos y 3.1 rebotes por partido en la temporada 2008-09, Felton fue decisivo para que el equipo llegase a los playoffs por el título.

## Muerte
El 12 de agosto de 2009, Felton fue herido gravemente por un pistolero anónimo mientras estaba en el asiento del conductor de su automóvil, a punto de salir de una gasolinera de Milwaukee alrededor de las 2 de la madrugada. Felton murió a causa de sus heridas un día después. Dos meses después, otro jugador universitario conocido Querronaceosam "Querro" Evans fue asesinado en la misma gasolinera.